# André Sousa
André Sousa, né le 9 juillet 1990 à Moita, est un footballeur portugais, évoluant au poste de milieu de terrain au Manisa FK.

## Biographie
Sousa signe au club turc du Gaziantep FK pour un an et demi le 25 janvier 2020.
Sousa fait ses débuts en Süper Lig le 2 février contre Sivasspor (victoire 5-1).